# L'Aumône d'un mendiant à Ornans
L'Aumône d'un mendiant à Ornans est un tableau réalisé par le peintre français Gustave Courbet en 1868. Cette huile sur toile est une scène de genre se déroulant à Ornans, la localité du Doubs dont l'artiste est originaire. Elle représente un mendiant en chapeau s'appuyant sur une béquille pour faire l'aumône à un enfant à ses pieds, l'échange se déroulant devant sa mère et leur chien. Exposée à Paris au Salon de peinture et de sculpture l'année de sa création, l'œuvre est achetée par William Burrell en 1923. Elle est conservée au sein de la collection Burrell, à Glasgow, au Royaume-Uni.